# Castillejo del Bonete
Castillejo del Bonete es un yacimiento arqueológico que fue utilizado durante el Calcolítico y la Edad del Bronce, localizado en España, en el municipio castellano-manchego de Terrinches, en la provincia de Ciudad Real, dentro de la comarca de Campo de Montiel.
Ha sido declarado Bien de Interés Cultural como 'Zona Arqueológica', mediante un Acuerdo del Consejo de Gobierno de Castilla-La Mancha, que se produjo el 16 de octubre de 2014 y se publicó en el Diario Oficial de Castilla-La Mancha n.º 219 el 12 de noviembre de 2014. Nicasio Peláez, antiguo alcalde de la localidad, ha promovido su estudio, conservación y puesta en valor.

## Descripción
Castillejo del Bonete es un santuario solar compuesto por varios túmulos conectados entre sí mediante corredores. Otros corredores tienen forma abocinada (de embudo) y están astronómicamente orientados al solsticio de invierno. Uno de los edificios, el Recinto 4, tiene su eje longitudinal orientado al orto del solsticio de verano. Todo el complejo monumental fue edificado sobre una cueva natural que consta de varias galerías. La cueva, que ha permanecido sellada desde la Prehistoria hasta 2003 (momento de su descubrimiento), está acondicionada mediante construcciones diversas. También cuenta con arte rupestre esquemático. Tanto su interior como los túmulos exteriores fueron empleados recurrentemente durante más de mil años para enterrar personas, depositar objetos y realizar ritos de comensalidad (con comida y bebida).
Este yacimiento, con un aspecto formal similar al de las motillas del Bronce de La Mancha y edificado, como éstas, sobre un acceso a niveles subterráneos, utiliza parte de su mismo lenguaje, al monumentalizar el paisaje de las primeras sociedades complejas al inicio de la jerarquización social en el suroeste del continente europeo. El recurso a los ancestros se utilizó para comunicar y legitimar el derecho al territorio y a sus recursos, así como para dotar de un carácter sagrado a este lugar. Una estela funeraria asociada a un enterramiento depositado del interior de la cueva procede del entorno de Vianos, a unos 50 km de distancia. Este hallazgo confiera a Castillejo del Bonete la consideración de lugar ceremonial central a escala comarcal.
El hallazgo de Castillejo del Bonete, uno de los «más importantes que se han efectuado en Europa occidental en este siglo XXI», según Martín Almagro Gorbea, ha sido objeto de financiación pública a través de varios proyectos competitivos cofinanciados por el Ayuntamiento de Terrinches y la Junta de Comunidades de Castilla-La Mancha. Su investigador principal ha sido el doctor Luis Benítez de Lugo Enrich, profesor del Departamento de Prehistoria, Historia Antigua y Arqueología de la Universidad Complutense de Madrid. Esta universidad ha creado una página web sobre Castillejo del Bonete que presenta los últimos resultados de las investigaciones.